# 前73年
| 千纪： | 前1千纪 |
| 世纪： | 前2世纪 \| 前1世纪 \| 1世纪                                                                                |
| 年代： | 前100年代 \| 前90年代 \| 前80年代 \| 前70年代 \| 前60年代 \| 前50年代 \| 前40年代                          |
| 年份： | 前78年 \| 前77年 \| 前76年 \| 前75年 \| 前74年 \| 前73年 \| 前72年 \| 前71年 \| 前70年 \| 前69年 \| 前68年 |
| 纪年： | 西汉本始元年                                                                                               |

## 大事记
- 中國
  - 匈奴轉攻西域的烏孫以索要公主（即西漢嫁給烏孫王的解憂公主），烏孫向漢朝求救，漢朝組織五路大軍十幾萬與烏孫聯兵進攻匈奴，其五路大軍皆未遇上匈奴主力，無功而返，主將田順和田廣明遭問罪被迫自殺。
- 古罗马
  - 斯巴达克起义爆发。